# Alucita hofmanni
Alucita hofmanni är en fjärilsart som beskrevs av Arnold Pagenstecher 1900. Alucita hofmanni ingår i släktet Alucita och familjen mångfliksmott, (Alucitidae). Inga underarter finns listade i Catalogue of Life.